# Silbannacus

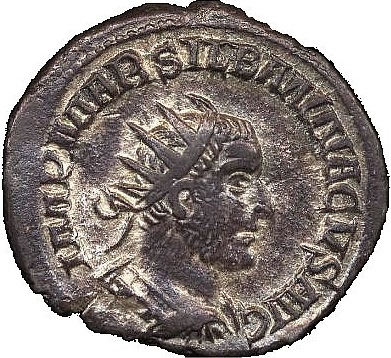
Antoninian des Silbannacus

Mar. Silbannacus ist der Name eines Mannes, von dem man annimmt, dass er zu Beginn der Regierungszeit Valerians (253–260) als Usurpator auf das Amt des römischen Kaisers Anspruch erhob. Mögliche Auflösungen des Gentilnamens sind Marinus, Marius und Marcius sowie Marcus Aurelius.
Silbannacus ist lediglich von zwei Münzen bekannt, einem Antoninian im British Museum, der angeblich in Lothringen gefunden wurde, und einem weiteren aus der Umgebung von Paris, der im September 253 kurz nach dem Tod des Aemilianus in Rom geprägt wurde. Silbannacus dürfte dort also kurzzeitig während des Marsches Valerians auf Rom geherrscht haben. Auch eine Identität des Mar. Silbannacus mit jenem Marcus, der byzantinischen Quellen zufolge nach dem Tod Gordians III. (244) vom Senat in Rom kurzzeitig zum Kaiser erhoben worden sein soll, wurde schon erwogen.
Nach anderer Auffassung wird die Erhebung des Silbannacus aufgrund stilistischer und onomastischer Überlegungen im gallischen Raum lokalisiert und in die Regierungszeit des Philippus Arabs (244–249) datiert. Felix Hartmann bringt die Usurpation spekulativ mit einem von Eutropius erwähnten bellum civile in Gallien in Verbindung. Demzufolge soll Silbannacus in der Provinz Germania superior Hilfstruppen kommandiert haben und von Philippus’ Nachfolger Decius besiegt worden sein.